# シファーシュタット
シファーシュタット (独: Schifferstadt)はドイツ連邦共和国 ラインラント＝プファルツ州ライン＝プファルツ郡にある、連合自治体に属してはいない市。
ルートヴィヒスハーフェン・アム・ラインの南西約12km、シュパイアーの北東約6kmに位置する。

## 姉妹都市
シファーシュタットは以下の都市と姉妹都市である。
- アイヒャッハ (Aichach) （バイエルン州 ）
- フレデリック (Frederick, Maryland) （アメリカ合衆国 ）
- レーベユーン (Löbejün) （ザクセン＝アンハルト州 ）